# 埃蒂安维尔
埃蒂安维尔（法語：Étienville，法語發音：[etjɛ̃vil]）是法国芒什省的一个市镇，属于瑟堡区。

## 地理
埃蒂安维尔（49°22'41"N, 1°26'9"W）面积7.36 平方千米，位于法国诺曼底大区芒什省，该省份为法国西北部沿海省份，西、北、东北三面环大西洋，东起顺时针与卡爾瓦多斯省、奧恩省、马耶讷省和伊勒-维莱讷省接壤。
与埃蒂安维尔接壤的市镇（或旧市镇、城区）包括：奥尔格朗德、拉博讷维尔、皮科维尔。

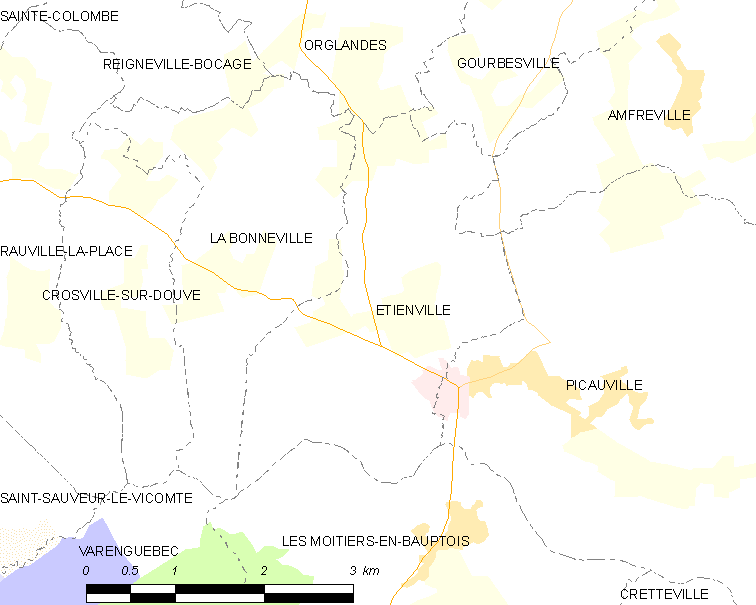
埃蒂安维尔的OSM定位图

埃蒂安维尔的时区为UTC+01:00、UTC+02:00（夏令时）。

## 行政
埃蒂安维尔的邮政编码为50360，INSEE市镇编码为50177。

## 政治
埃蒂安维尔所属的省级选区为科唐坦地区布里克贝克县。

## 人口

1962-2008年间埃蒂安维尔人口变化图示

埃蒂安维尔于2022年1月1日时的人口数量为376人。